# كولب (قرية)
كولب تقع قرية كُولْب أو كُلْب (colb) (وهي إحدي قري عمودية عكاشة) في منطقة السكوت في الولاية الشمالية من السودان غربي النيل يحدها من الشمال محلية وادي حلفا، ومن الجنوب قرية دال، ومن الغرب النيل، ومن الشرق الصحراء الكبرى.

## النشاط السكاني
القرية هي بوابة منطقة السكوت الشمالية من جهة غرب النيل، ويمارس سكانها العديد من النشاطات كالزراعة، فيزرعون أنواع المحاصيل من قمح وفول والخضروات كالخيار والباذنجان وأنواع الحمضيات كالليمون وبعض الفواكه، والرعي، فيرعون الضأن والماعز والإبل، وبعضهم يتاجر، وذلك في سوق مدينة عبري، والبعض منهم يصيد السمك في مياه النيل حيث أن بحيرة النوبة قريبة جداً من القرية.
تقع جزيرة كولب في شمال السودان اقاصي الولاية الشمالية بمنطة حلفا وتحديد تبعد عدة كلومترات جنوب وادي حلفا. وهي منطقة ساحرة حباها الله بطبيعة ساحرة فعلا وتحفها النخيل الباسقات والنيل والجبال فهي بهذا تكون في غاية الجمال الطبيعي مما جميعة.
وفيها حمامات عكاشة الشهيرة والتي يؤمها القاصي والداني طلبا للعلاج فهي مياه كبيريتية طبيعية تعالج معظم الأمراض الجلدية والمستعصية منها والرواماتيزم وما الي ذلك من امراض
وهي أيضا منطقة تاريخية تعج بالاثارات القديمة من عدة عصور نوبية قديمة وعدة ممالك.
وهي مهد واصل الولياب وفرجاب وهلالاب وعووضاب ومنها انتشروا في جميع بقاع السودان وقصر داؤد كاشف الشهير لا زال موجودا بجزبرة كولب شاهدا علي ذلك.
الناس في جزيرتي كولب كلهم يمت للاخر بصلة قربي فهم أهل.
ومن الناحية التعليمية فقد تم افتتاح أول خلوة بالشمالية فيها بقيادة مولانا فقير محمد صالح فهو جد عمنا بروف نورالدين منان مما جعل من الجزيرة منارة علمية وقام بتعليم أبناء المنطقة اصول الدين الإسلامي.
وهي منطقة زراعية يعتمد اهلها علي الزراعة وبعض الرعي.فهي مركز لكل من اوكمة (ال جريس) وسونكي شيخ صالح وعكاشة.و جنوبا حتى شلال دال.
هذا نذر يسير من حكاية قريتي وجزيرتي جزيرة كولب ونواصل في قادم الايام بتفصيل أكثر

## المصدر
- الدائرة الجغرافية بعبري، قرى السكوت